# Ройтенберг, Ольга Осиповна
О́льга О́сиповна Ро́йтенберг (20 февраля 1923, Харьков — 14 марта 2001, Москва) — советский и российский искусствовед, исследовательница советской живописи времён НЭПа и первых пятилеток, видная фигура среди московских гуманитариев послесталинской эпохи, автор термина «плеяда художников 1920х — 1930х годов».

## Биография
Родилась 20 февраля 1923 года в городе Харьков.

### Образование
С отличием окончила школу в Харькове, получила музыкальное образование (пианистка). С началом войны семья переехала в Москву к брату матери.
В 1942 году поступила на Филологический факультет МГУ, искусствоведческое отделение, который в то время был эвакуирован в Свердловск.
В 1947 году с отличием защитила дипломную работу о творчестве Франса Хальса, под руководством Б. Р. Виппера. Под его же руководством поступила в аспирантуру Музея изобразительных искусств имени А. С. Пушкина, где работала над диссертацией о О. Домье.
В 1960-е годы занималась на Высших режиссёрских курсах при Госкино.

### Работа в искусстве
В 1956 году была принята в молодёжную секцию МОСХа, где активно занималась организацией выставок молодых художников.
В 1960-е годы организовала и возглавила киноклуб при Московском доме художника.
Многие годы преподавала музыку в клубе «Красная звезда».
В 1962 году на выставке к 30-летию МОСХа в Манеже Ольга Ройтенберг увидела картину Юрия Щукина «Аттракцион». Именно эта картина положила начало её новой исследовательской деятельности:

«В 1962 году на выставке я впервые увидела работы Юрия Щукина и была покорена ими. Пять лет понадобилось на то, чтобы понять: Щукин — один из множества талантов 20-х, невостребованных даже в наши дни открытий в истории культуры. Последующие годы я провела в поисках „осколков“ искусства рубежа 20-30-х, и чем глубже погружалась в это время, тем ближе становились художники, поражавшие своим бескорыстием и преданностью искусству».
 В 1979 году в «Советском художнике» вышла монография О. О. Ройтенберг о творчестве Ю. П. Щукина (1904—1935).
С 1970-х годов ею был собран уникальный и обширный материал для книги о «художниках плеяды 1920—1930-х годов». Художников этого поколения объединяло не только время, но и художественное образование у мастеров «левого искусства». Эта книга стала для О. О. Ройтенберг делом жизни, но была издана только в 2004 году (второй тираж в 2008 году, см. библиографию).

Книга О. О. Ройтенберг — это подвиг искусствоведа исследователя, это памятник одному из великих поколений российских художников и поколению историков, вырвавших из незаслуженного забвения сотни и тысячи шедевров, неизменно вызывающих взрыв восторга у посетителей музеев и выставок. Анатолий Кантор.
В 1989—1994 годах работала художественным директором Картинной галереи «Миракль».
С 1994 года была художественным руководителем культурно-эстетического центра «Колорит».
Ольга Осиповна Ройтенберг скончалась в Москве 14 марта 2001 года.

## Семья
- Отец — Осип Ефимович, мать Зинаида Давыдовна.
- Старший брат — Ефим (19??- 18 мая 1942) — погиб в боях под Тулой.

## Вклад в искусствоведение
Впервые предложила подробную периодизацию довоенного советского изобразительного искусства, культуры и общества:
- 1917—1922/23. Послереволюционный переходный этап.
- 1922/23 — 1927/28. Обучение новой волны художников. Создание ими новых союзов.
- 1927/28 — 1932/33. Распад неформальных союзов художников.
- 1932/33 — 1941. Репрессии и предвоенный этап.

Среди советских довоенных художников (в основном выпускников Вхутемаса и Вхутеина), творчество которых изучала О. О. Ройтенберг были:
- Барто, Ростислав Николаевич (1902—1974)
- Беляев, Василий Павлович (1901—1942)
- Витинг, Николай Иосифович (1910—1991)
- Глускин, Александр Михайлович (1899—1969)
- Голованов, Александр Сергеевич (1899—1930)
- Давидович, Ефрем Георгиевич (1899—1941)
- Ермилова-Платова, Ефросия Федосеева (1895—1974)
- Жолткевич, Лидия Александровна (1900—1991)
- Зевин, Лев Яковлевич (1903—1942)
- Коровай, Елена Людвиговна (1901—1974)
- Ломакина, Мария Владимировна (1896—1964)
- Мятелицина, Вера Андреевна (1900—1980)
- Маркин, Сергей Иванович (1903—1942)
- Маркова, Валентина Петровна (1907—1941)
- Монин, Александр Александрович (1895—1969)
- Павильонов, Георгий Сергеевич (1907—1937)
- Прокошев, Николай Иванович (1904—1938)
- Рожкова, Евгения Емельянова (1901—1988)
- Русаковский, Липа Ильич (1904—1941)
- Семашкевич, Роман Матвеевич (1900—1937)
- Соколова, Ольга Александровна (1901—1991)
- Суриков, Павел Высильевич (1897—1943)
- Чирков, Антон Николаевич (1902—1946)
- Щипицын, Александр Николаевич (1896—1943)
- Яковлев, Андрей Владимирович (1902—1944)
- и другие (308 художников в каталоге О. Ройтенберг)

### Участие в выставках

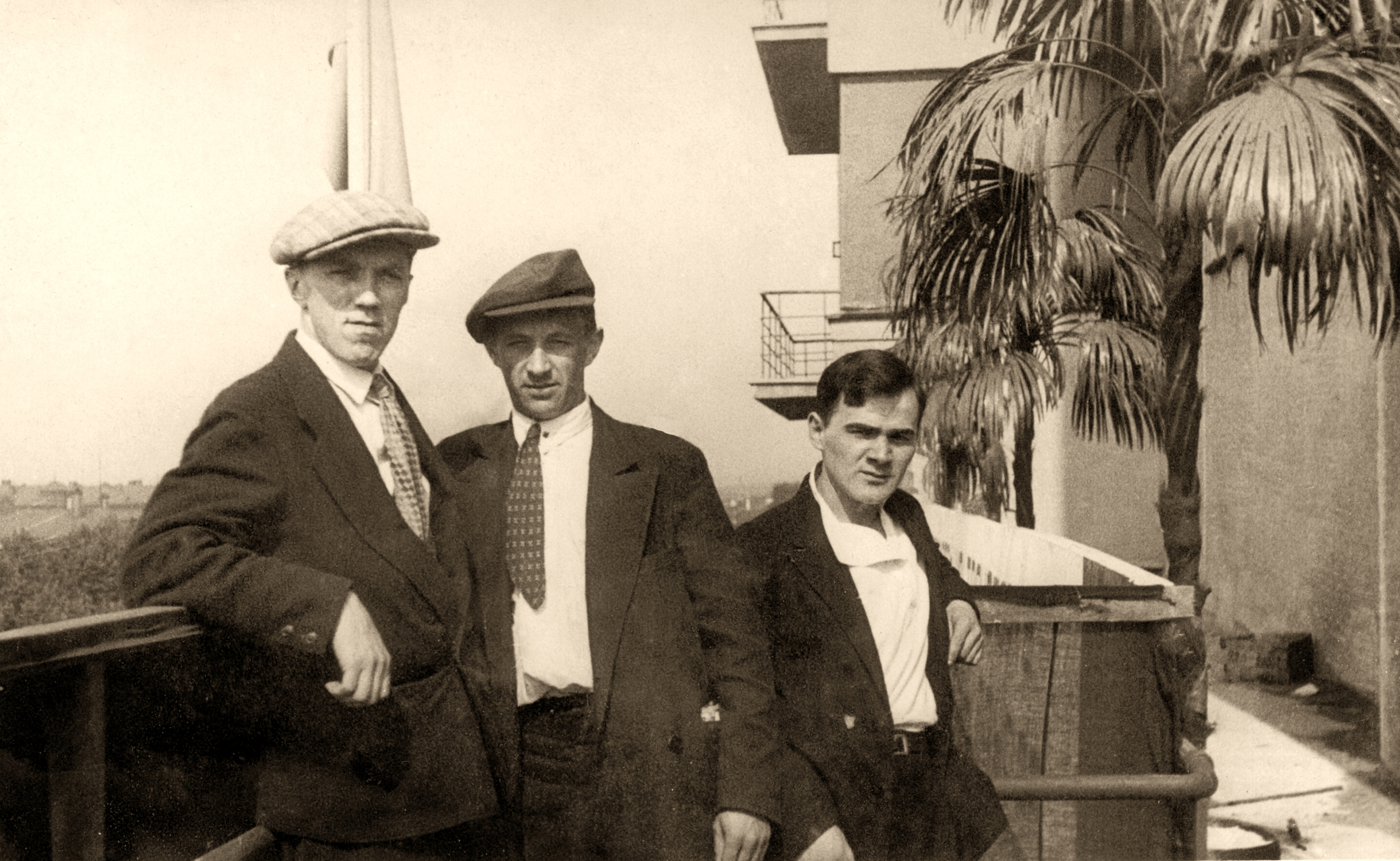
Сергей Маркин с коллегами. Фотография 1934 года

О. О. Ройтенберг активно участвовала в организации и освещении в прессе выставок, среди них:
- 1965 — Москва. Выставка художников погибших на войне
- 1975 — Москва. Выставка к 30-летию победы
- 1977 — Москва: «Художники первой пятилетки» («Однодневная выставка» в МДХ, 31 октября)[7]
- 1980 — ГТГ: «Москва в русской и советской живописи»[8], вошёл в каталог выставки.
- 1985 — Москва. Выставка к 40-летию победы
- 1990 — ГТГ: «Тридцатые годы»[9]
- 1992 — Московские художники 1920—1930-х годов.

## Память
В память Ольги Ройтенберг проводятся выставки и мероприятия:
- 2004 — Выставка в Третьяковской галерее к публикации книги О. О. Ройтенберг.
- 2005 — Памяти Ольги Ройтенберг — выставка «Они действительно были», Государственный выставочный зал «Ковчег», Москва[10].
- 2013 — Вспоминая Ольгу Ройтенберг — Выставка «Плеяда Ольги Ройтенберг: энергия графики», к 90-летию со дня рождения О. Ройтенберг[11].
- 2018 — Музей изобразительных искусств имени А. С. Пушкина — вечер памяти О. Ройтенберг и В. Шалабаевой.